# Arent Boll van Hamersfelt
Mr. Arent Boll van Hamersfelt was in de 16e eeuw burgemeester van Den Haag en raadsheer bij het Hof van Holland.

## Biografie

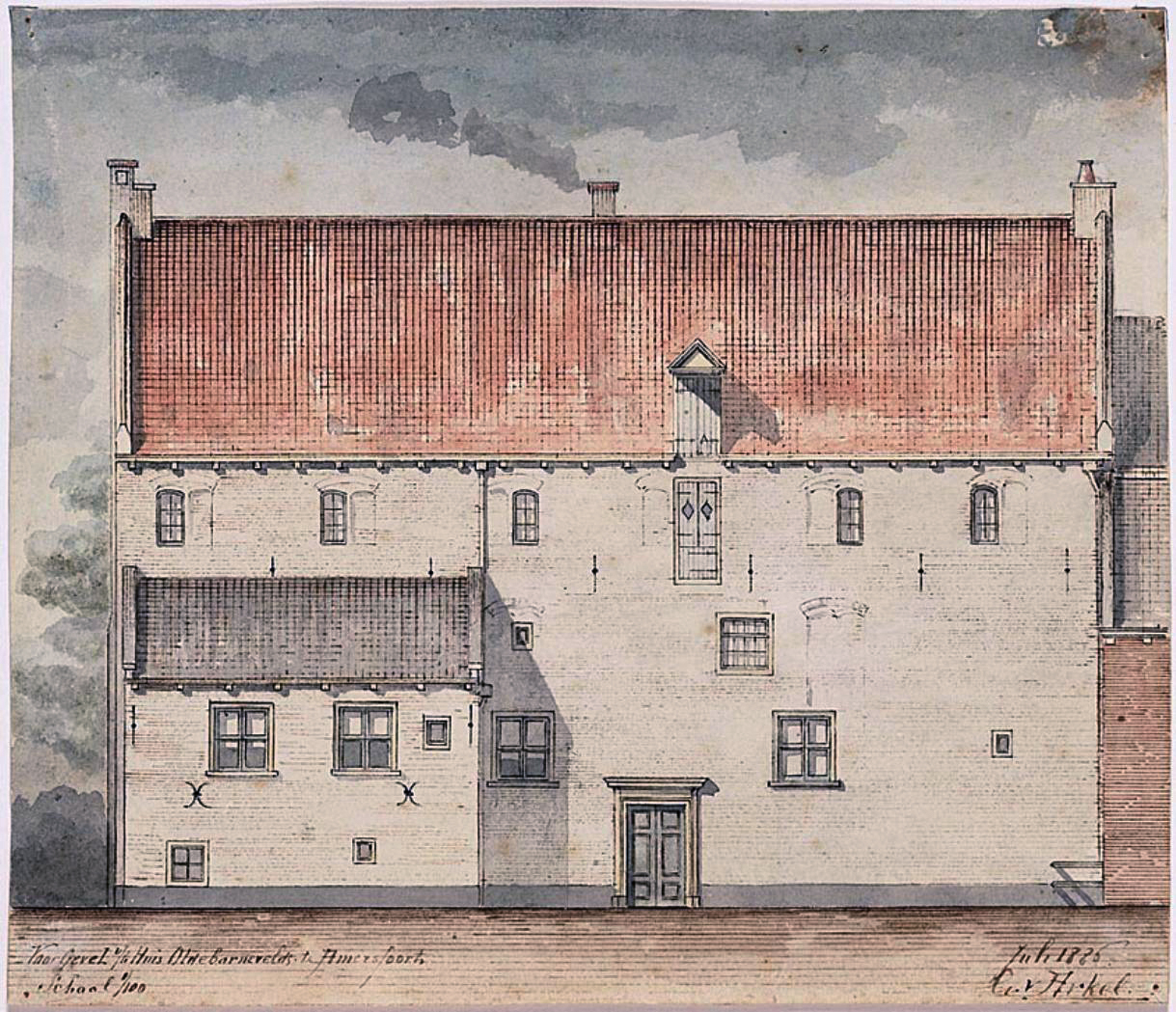
De ”Bollenburgh” in Amersfoort.

In Amersfoort bezat Boll landerijen en de hofstede “Bollenburgh”, gelegen aan de Muurhuizen 19 a/b, waarin eerder de staatsman Johan van Oldenbarnevelt was opgegroeid. Hij moet dit huis al vóór 1588 in zijn bezit hebben gehad, wanneer hij als buurman in een akte wordt genoemd. De landerijen en het huis bleven tot 1608 in bezit van Boll, toen hij het aan zijn kinderen verkocht. In 1593 kocht Arent Boll een boerderij uit 1558, gelegen op het landgoed De Eikenhorst in Wassenaar en verbouwde deze tot een bescheiden buitenplaats met de naam “Bollenwooningh”. De buitenplaats werd tijdens een bombardement in de Tweede Wereldoorlog geheel verwoest. In 1600 verzocht Boll van Hamersfelt de Haagse magistraat om op grond van zijn adellijke status te worden vrijgesteld van stadsaccijnzen. 

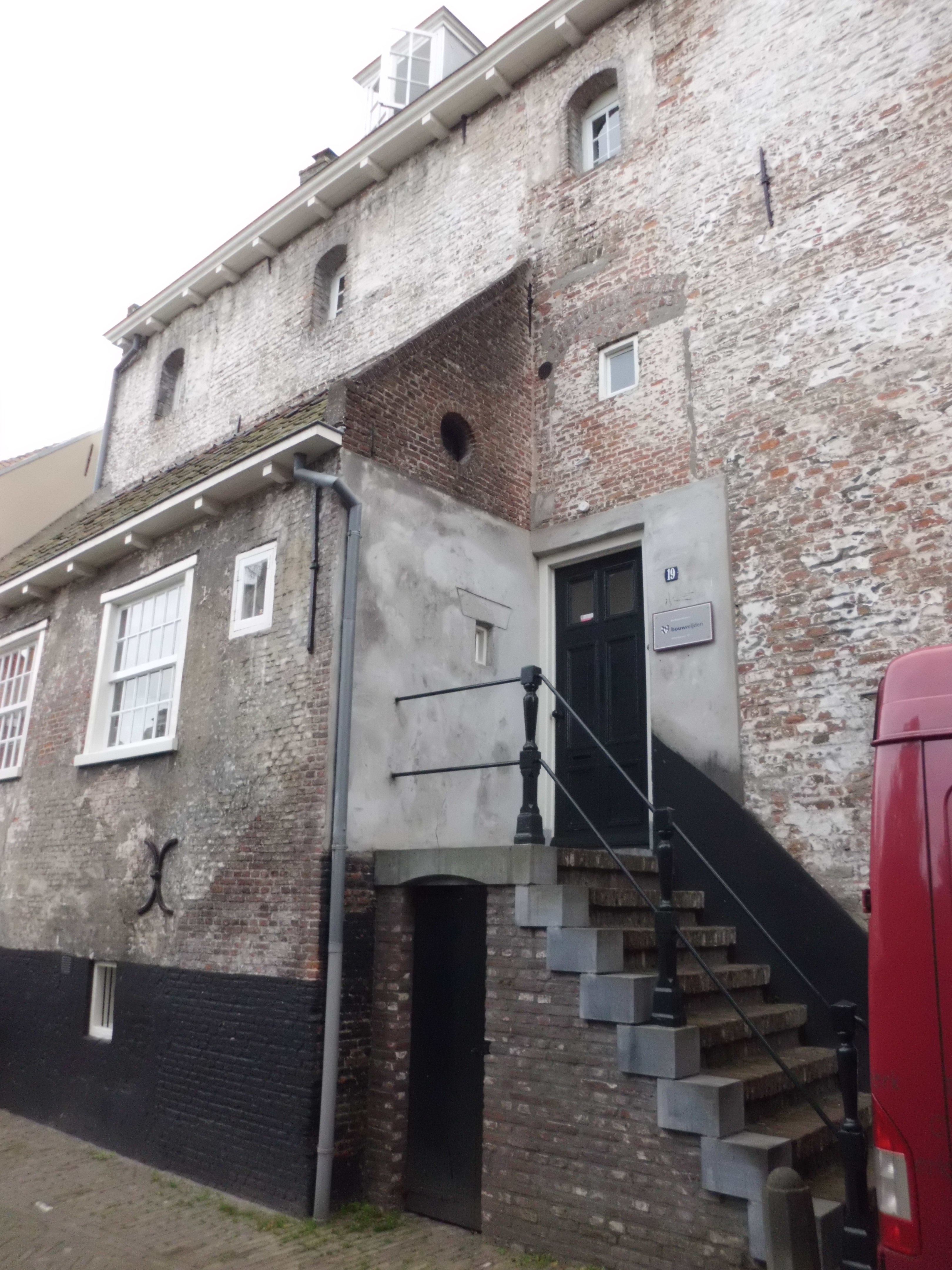
De ”Bollenburgh”, tegenwoordige toestand, achterzijde.

### Afkomst
Arent Boll was de zoon van Anselm Boll en diens tweede vrouw Margriet van Hamersfelt. Het is niet duidelijk om welke reden Arent de naam Van Hamersfelt aan zijn geslachtsnaam Boll toevoegde. De voorouders van Arent verhuisden in de 14e eeuw van Keulen naar Utrecht. Johan Boll schopte het in 1388 tot burgemeester van die stad. Diens broer Lubbert Boll werd commandeur van de Duitse Orde te Utrecht en was daar in 1396 eveneens burgemeester. Ook verscheidene andere leden van het geslacht Boll zouden in Utrecht het ambt van burgemeester bekleden.

### Loopbaan
Boll studeerde rechten en vestigde zich als advocaat in Den Haag. Hij was kerkmeester van de Grote of Sint-Jacobskerk van 1589-1590 en van 1591-1594 was hij burgemeester van Den Haag. Daarna werkte hij als raadsheer bij het Hof van Holland.

### Huwelijk en nageslacht
Arent Boll huwde eerst Martha de Witte, dochter van Mr. Witte Wittensz, raadsheer bij het Hof van Holland en Magteld Booth. Na haar overlijden hertrouwde hij te Den Haag op 30 november 1603 met Alida van Waardenburch, weduwe van Kapitein Nijsbet de Jonge. Op 27 juni 1608 verkreeg zij het stadsrecht ofwel poorterschap van Amersfoort, waaruit op kan worden gemaakt dat zij op dat moment in deze stad woonachtig was. 
Uit zijn eerste huwelijk had Boll kinderen:
- Mr. Anselmus (†1612), advocaat, schepen van Utrecht, wonend te Utrecht aan de Nieuwe Gracht tegenover de Munt, huwde Mechtelt van Asch, dochter van jonker Jacob van Asch, de jonge, schepen van Utrecht en Judith van Schuilenburg
- Margaretha, gehuwd met jonker Frederick van Duverden van Voort, schout van Rhenen, kanunnik van het Kapittel van Sint Marie te Utrecht
- Machtelt, gehuwd met Dr. Joan de Hoyer (De Gooijer), raadsheer bij het Hof van Utrecht, kanunnik van het Kapittel van Sint Marie te Utrecht
- Agatha, gehuwd met jonker Walraven van Waardenburch, heer van Gansoyen

## Aantekeningen
- Boll van Hamersfelt, ook geschreven Bolle(n) van Hamersfelt. Arent, ook geschreven Aernt en Aart.